# 7-я добровольческая горнопехотная дивизия СС «Принц Евгений»
7-я доброво́льческая горнопехотная диви́зия СС «Принц Евгений» (нем. 7. SS-Freiwilligen-Gebirgsdivision «Prinz Eugen»), первоначально называлась Добровольческая горнопехотная дивизия СС «Принц Евгений» (нем. SS-Freiwilligen-Gebirgs-Division «Prinz Eugen») — соединение войск СС, состоявшее более чем на 90 % из югославских немцев и действовавшее во время Второй мировой войны в оккупированной Югославии в период с октября 1942 года по май 1945 года. Сформирована с целью высвобождения германских дивизий от борьбы с народно-освободительным (НОАЮ, партизаны) и равногорским движением (четники) после понесённых вермахтом тяжёлых потерь на Восточном фронте зимой 1941/1942 года. Названа в честь габсбургского военачальника Евгения Савойского. Первоначально комплектовалась из этнических немцев югославской части Баната, позднее также из Независимого государства Хорватия, венгерской Бачки и румынской части Баната. Несмотря на обозначение соединения как добровольческой дивизии, во многих случаях добровольность рекрутирования её личного состава была весьма сомнительной.
Дивизия «Принц Евгений» действовала против партизан в Сербии, Черногории, Боснии и Герцеговине и Хорватии и была одной из самых значимых и боеспособных на югославском театре военных действий. Начиная с Битвы на Неретве в 1943 году и до окончания войны без участия дивизии не обходилась ни одна крупная операция немецких войск на югославской земле. Ей как правило ставились одни из самых сложных задач. Вместе с тем уже в первых антипартизанских операциях её военнослужащие действовали жестоко против гражданского населения, убивая людей, сжигая дома, церкви, другие объекты и грабя населённые пункты. Эсесовцы по-зверски убивали захваченных партизан, часто раненых или больных. Произвольные расстрелы, пытки и убийства происходили на протяжении войны во многих операциях, из-за чего дивизия зарекомендовала себя как особо жестокое формирование, совершавшее многочисленные военные преступления и оставившее след насилия и разрушений в районах Югославии, уничтожив целые сёла и расстреляв тысячи мирных жителей.
После трёх лет участия в боевых действиях против партизан многие члены дивизии в мае 1945 года попали в плен Югославской армии в Словении в районе Целе и Брежице. Так как дивизия была главным и постоянным врагом партизан, большая часть пленных эсесовцев была сразу расстреляна и брошена в многочисленные карстовые ущелья. Многие из тех, кого отправили пешими «маршами покаяния» в лагеря для интернированных, погибли в пути, были затем убиты или умерли в нечеловеческих тюремных условиях. Точное число погибших членов дивизии не установлено. Во многом из-за многочисленных массовых убийств, совершённых дивизией «Принц Евгений», после окончания войны этнические немцы были в Югославии коллективно заклеймены как военные преступники и члены пятой колонны. Не только бывшие члены СС, но и мирные жители немецкого происхождения подвергались жестокому обращению, интернированию и расстрелам со стороны югославских партизан и органов безопасности ОЗНа. Преступления 7-й горнопехотной дивизии СС были предметом расследования, в частности, на 7-м Нюрнбергском процессе над военными преступниками.

## Предыстория
Распад Австро-Венгерской монархии в результате Первой мировой войны привёл к тому, что около 2 миллионов немцев — так называемых дунайских швабов — оказались помимо их воли в трёх разных государствах — Венгрии, Румынии и Королевстве СХС (с 1929 года — Королевство Югославия). С целью решения своего национального вопроса дунайские немцы предприняли в октябре — ноябре 1918 года попытку добиться объединения Баната и Бачки в составе Венгрии в так называемую Банатскую республику с центром в Тимишоаре. Опираясь на выдвинутые Президентом США Вудро Вильсоном принципы самоопределения народов, они приняли 8 декабря 1918 года в городе Тимишоаре так называемый «Швабский манифест», в котором потребовали неделимости Баната и Бачки и урегулирования их статуса путём плебисцита. Однако в результате длительной дипломатической борьбы требования немцев не были удовлетворены и после Парижской мирной конференции в 1920 году им довелось принять сложившуюся реальность. В новом государстве — Королевстве СХС — немцы жили в Бачке, Среме, Западном Банате (его восточная часть принадлежала Румынии), в центральной Сербии, Славонии и Баранье, а также в Словении и Боснии. Всего по переписи 1931 года немецкое национальное меньшинство в Югославии составляло 499 тыс. 969 человек. Немцы наиболее были представлены в Банате — 120 тыс. 450 человек, Бачке — 173 тыс. 058 человек и Хорватии — 80 тыс. 519 человек. В отличие от сербов, хорватов и словенцев, которые конституцией были наделены полными гражданскими правами, немцы относились к бесправным меньшинствам, наряду с албанцами, венграми, болгарами, румынами, цыганами, евреями и турками.
Вместе с тем в новом государстве югославские немцы создали 20 июня 1920 года свою единую организацию Швабско-немецкий культурный союз (нем. Schwabisch-Deutsches Kulturbund, сокр. Культурбунд) с центром в Нови-Саде, а также Немецкую партию (1922 год). После установления в Югославии королевской диктатуры в 1929 году обе организации были запрещены. Хотя деятельность Культурбунда разрешили с 19 августа 1930 года, Немецкая партия больше не возрождалась. С приходом Гитлера к власти в Германии в 1933 году в Культурбунде обозначился разворот к национал-социализму. Молодые немецкие интеллектуалы создали в конце 1934 года собственную организацию «Движение обновления» (нем. Erneuerungsbewegung, сокр. обновленцы) и предприняли действия по подчинению Культурбунда своему влиянию. В итоге 27 октября 1935 года Культурбунд официально дистанцировался от обновленцев, пронацистские молодёжные секции были расформированы, а обновленцы исключены из организации. Однако последние активизировали свою пропагандистскую деятельность. Помимо общественных выступлений ими выпускались в Панчеве несколько газет, самой значимой из которых была «Фольксруф». Деятельность обновленцев, вопреки усилиям Культурбунда, поддержали германские политические институты — Народный союз немцев за рубежом (нем. Volksbund für das Deutschtum im Ausland, сокр. VDA/ФДА) и Фольксдойче Миттельштелле (нем. Volksdeutsche Mittlestelle, сокр. VoMi/ФоМи). Как следствие, под давлением Берлина Культурбунд отменил решение об исключении обновленцев. В январе 1939 года был избран новый состав руководства организации, а в июне 1939 года её возглавил молодой юрист Зепп Янко. В конце 1939 — начале 1940 года в организации были проведены реформы по «фюрерскому принципу», включающие отменену выборов должностных лиц, назначение кадров сверху до низу и введение строгой дисциплины. Культурбунд был превращён в «передаточный орган» нацистской Германии, а Янко стал не только руководителем культурной организации, но и фюрером югославских фольксдойче (нем. Volksgruppenführer).

## Формирование
После краткосрочной Апрельской войны и последующей капитуляции Королевства Югославия, подписанной 6 апреля 1941 года, вермахт объявил о том, что на территории Сербии, в северной части Косова (с центром в городе Косовска-Митровица) и Банате вводится военное управление. В конце 1941 года на территории оккупированной Сербии началось формирование новой дивизии войск СС, ядро которой составляли дунайские швабы — фольксдойче из Баната, ранее вступившие добровольцами в охранные части местной самообороны (нем. Selbstschutze). Важной фигурой в образовании дивизии был руководитель СС и полиции на территории Сербии, обергруппенфюрер СС и генерал-лейтенант полиции Август Майсцнер. Несмотря на первоначальный энтузиазм среди фольксдойче, волна добровольцев быстро спала, а количество служащих в образованном воинском формировании до размеров дивизии недотягивало. В августе 1941 года руководители СС на территории Сербии прекратили принятие заявок от добровольцев и после решения суда СС в Белграде ввели воинский призыв для всех фольксдойче Баната — первый призыв такого рода среди этнических немцев, живших не на территории Третьего рейха. С военной точки зрения, дивизия формировалась специально для того, чтобы противостоять нарастающему сопротивлению Югославских войск на родине и народно-освободительных отрядов Югославии. Её главной задачей должна была стать борьба против партизан.
Одной из причин введения всеобщей воинской повинности стала нехватка добровольцев для дивизии, которых насчитывалось изначально не более 5 тысяч. Дивизия, сохраняя слово «добровольческая» в своём названии, была укомплектована в подавляющем случае именно теми немцами, которых призвали, а не добровольцами. Рейхсфюрер СС Генрих Гиммлер возмущался тем, что фольксдойче направляют в новую часть фактически насильно, но в ответ на это высказывание руководитель главного управления СС Готтлоб Бергер заявил, что судьба призывников никого не интересует. Таким образом, никто из фольксдойче не мог выступить прямо против призыва в войска СС: для хорватских фольксдойче единственным вариантом избежать призыва в войска СС была возможность отправиться служить в Хорватское домобранство, и хорватские власти, поощряя службу немцев в домобранстве, фактически тайно саботировали призыв. Помимо 15 тысяч фольксдойче из Баната, в дивизию были призваны некоторые участники хорватских карательных отрядов. В качестве офицеров в дивизию набирались офицеры немецкого происхождения, ранее служившие в армиях балканских стран или Австро-Венгрии.
1 марта 1942 года Главное оперативное управление СС издало приказ о формировании добровольческой горнопехотной дивизии преимущественно из фольксдойче, проживающих в сербских районах. 1 апреля создаваемой дивизии было присвоено название Добровольческая дивизия СС «Принц Евгений». Командиром дивизии был назначен бригадефюрер СС и генерал-майор войск СС Артур Флепс, в прошлом генерал румынской армии и один из старших офицеров дивизии СС «Викинг». Сразу после формирования дивизия «Принц Евгений» была переброшена в бассейн реки Западная Морава, в район городов Ужице, Пожега, Чачак, Слатина и Кралево. В составе дивизии были сформированы два горнопехотных полка (1-й и 2-й), а также различные вспомогательные части, в том числе и танковая рота, командиром которой приказом от 1 апреля 1942 года был назначен Рудольф Ихриг.

## Организация
Лето 1942 года
- 1-й горнопехотный полк (SS-Geb.Jäger-Rgt. 1) в составе 4 батальонов
- 2-й горнопехотный полк в составе 4 батальонов
- Артиллерийский полк (SS-Geb.Art.Rgt.) в составе 3 дивизионов (с зимы дополнился 4-м)
- Кавалерийский дивизион (SS-Kav.Abt.) без штаба в составе 2 эскадронов
- Самокатный батальон (SS-Radf.Btl.) в составе 3 рот
- Саперный батальон (SS-Pion.Btl.) в составе 2 рот (с 1943 года дополнился 3-й ротой)
- Танковый батальон (SS-Panzer-Abt.) в составе одной роты
- Батальон связи (SS-Nachr.Abt.) в составе 2 рот (с 1943 года дополнился 3-й ротой)
- Запасный горнопехотный батальон (SS-Geb.Jäger-Ers.Btl.) в составе 4 рот (позднее 5 рот)
- Подразделения тыла и снабжения (Versorgungstruppen)[4]

Зима 1942/1943 годов
В структуру дополнительно включены:
- Зенитный дивизон (SS-Flak-Abt.) в составе 3 батарей[35]
- Мотоциклетный батальон (SS-Kradschützen-Btl.) в составе 3 рот
- Противотанковый батальон (SS-Panzerjäger-Abt.) в составе 3 рот
- Разведывательный батальон (SS-Aufkl.Abt.) в составе 4 эскадронов

Летом 1943 года был расформирован мотоциклетный батальон. Его личный состав был передан для пополнения 1-го горнопехотного полка, где создали 22-ю и 23-ю роты. Запасный горнопехотный батальон пополнился 5-й ротой. 22 октября 1943 года в процессе реорганизации войск СС условные обозначения структурных подразделений дивизии дополнены номером 7 (например, SS-Geb.Art.Rgt.7). Разведывательный батальон был переименован в 105-й разведывательный батальон 5-го корпуса СС. Из расформированного самокатного батальона создан самокатный разведывательный батальон (SS-Radfahrer-Aufklärungs-Abt. 7) в составе 3 эскадронов.

## Дислокация, районы оперативного использования и участие в боевых действиях

### 1942 год: операция «Копаоник»
В октябре 1942 года дивизия участвовала в совместной операции немецких и болгарских войск против так называемых «Югославских войск на родине» под кодовым названием «Копаоник». Операция проходила на территории горных хребтов Копаоник, Гоч и Ястребац, её целью было уничтожение расинского корпуса четников под командованием майора Драгутина Кесеровича, чей штаб располагался в деревне Крива-Река. Войска Кесеровича противостояли болгарским и немецким войскам уже почти год, и немецкое командование расценивало четников как серьёзную угрозу, поскольку они могли при определённых обстоятельствах взять под контроль территорию от Великой Моравы до Вардара и тем самым перекрыть поставку припасов войскам Эрвина Роммеля, сражавшимся в Северной Африке. Немцы несли потери не только от частей Кесеровича, но и от местных жителей, так или иначе сопротивлявшихся оккупантам. В связи с возникшей угрозой нападения на шахты Трепча около Косовска-Митровицы, где велась добыча свинца и цинка, немцы ещё весной 1942 года начали подготовку плана по ликвидации войск Кесеровича, в которой были бы задействованы не менее 15 тысяч человек.
В начале октября 1942 года части 7-й горнопехотной дивизии СС «Принц Евгений» были разбросаны по местечкам Кралево, Ужице, Иваница, Чачак, Рашка, Косовска-Митровица и Нови-Пазар, недалеко от них располагались части 9-й болгарской пехотной дивизии и Русского корпуса. Расинский корпус мог выставить против немцев и болгар только 1500 человек. 5 октября 1942 года Артур Флепс отдал войскам приказ уничтожить силы четников. По плану 20 тысяч немецких солдат должны были с четырёх сторон окружить сербов, используя при этом огневую мощь артиллерии. Поскольку 7-я дивизия СС «Принц Евгений» должна была таким образом пройти боевое крещение, в Кралево 15 октября 1942 года для наблюдения за боевыми действиями прибыл лично рейхсфюрер СС Генрих Гиммлер, находившийся там до 18 октября.
На рассвете 12 октября 1942 года немецкие и болгарские части начали наступление на территории, контролируемые четниками. Боевая группа «Север» выдвинулась к вершине Желин, резерв занял Каваль. Боевая группа «Юг» продвинулась в зону Гобеля (17 км к северо-западу от Рашки). Боевая группа «Запад» собрала свои силы в долине в 5 км от Бане. Боевая группа «Восток» заняла позицию к западу от Бруса. Таким образом, немецко-болгарские войска окружили позиции четников, а гражданское население вынуждено было бежать от них и скрываться. Группы «Север», «Запад» и «Юг» начали одновременное наступление на позиции четников, пытаясь их вытеснить прямо под огонь группы «Восток». Однако Кесерович благодаря работе разведки своевременно узнал о приближении противника и принял решение не встречать немцев и болгар широким фронтом. Он отдал приказ разделить войска на небольшие отряды для более простого маневрирования и проникновения сквозь кольцо окружения. Это и позволило расинскому корпусу выйти из котла. Взбешённые неудачей немецкие и болгарские части выместили свою агрессию на гражданском населении и сожгли несколько деревень. В деревне Крива-Река, где находился штаб Кесеровича, солдаты 7-й дивизии СС сожгли заживо в церкви 120 человек. На территории Копаоника от рук эсэсовцев погибло около 300 человек, а на горе Гоч были убиты 250 человек. Всего жертвами нападений эсэсовцев стали 670 мирных жителей, на истреблении которых настаивал генерал Александер Лёр.
В дальнейшем дивизия несла службу на территории, где проходила граница военной администрации в Сербии и военной администрации в Черногории, в горах к востоку от реки Ибар. Она должна была подготовиться к так называемому четвёртому антипартизанскому наступлению в районе Карловаца, Слуня и Бихача.

### 1943 год: операции «Вайс» и «Шварц»

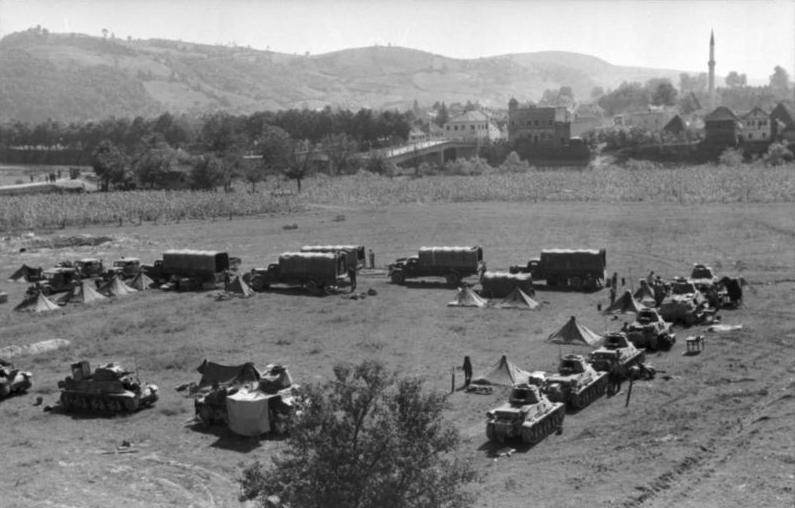
7-й танковый батальон СС в окрестностях Боснии: танки типов Hotchkiss H35 и Somua S35

8 января 1943 года началась первая фаза операции «Вайс», в ходе которой немцы планировали очистить от партизан районы на западе и северо-западе от Сараево. 7-я горнопехотная дивизия СС, выступив из Карловаца, захватила 29 января город Бихач — центр партизанского движения — и продолжила своё наступление, заняв 7 февраля город Босански-Петровац. Кровопролитные бои против партизанских войск продолжались до 16 февраля с участием итальянских и хорватских войск, партизаны потеряли убитыми и ранеными около 8500 человек и вынуждены были оставить территорию «Бихачской республики». Однако попытка немцев взять противника в «клещи» успехом в итоге не увенчалась. Вторая фаза операции «Вайс» тоже проходила с участием дивизии «Принц Евгений», которая действовала от Западной Боснии до района Мостар, разместив свои части к северо-западу от Сараево и охраняя дорогу между двумя этими населёнными пунктами.
В мае 1943 года дивизия участвовала в атаке на позиции четников в Черногории, в ходе которой Драголюб Михаилович, командующий четниками, вынужден был немедленно перевести штаб в Сербию. С 15 мая по 15 июня 1943 года между немецкими частями и югославскими партизанами шла битва на Сутьеске, известная как операция «Шварц». По плану Главнокомандования Юго-Востока около 20 тысяч партизан необходимо было оттеснить на плоскогорье между нижними течениями рек Тары и Пивы и Дурмитором и там их уничтожить. 7-й дивизии была поставлена задача пройти через зону действия итальянских войск и заблокировать все возможные пути отхода партизан в направлении Адриатического моря и Албании, закрыть юго-восточную часть кольца окружения и затем продвинуться на север по горной местности, чтобы уничтожить партизанские войска. В наступлении на партизан также приняли участие три пехотные дивизии вермахта, 4-й полк дивизии специального назначения «Бранденбург», три пехотные дивизии Королевской итальянской армии и две пехотные дивизии Хорватского домобранства и усташей.
В течение 11 дней битвы, начиная с 20 мая, 7-я дивизия участвовала в захвате Шавника: в боях участвовал 2-й полк дивизии, в распоряжении которого была почти вся танковая рота СС. Вплоть до 29 мая велись особенно жестокие бои, когда танковая рота потеряла, согласно югославским данным, от 4 до 8 танков и бронемашин в сражении против 5-й Черногорской бригады, однако усилиями командира 2-го батальона полка СС Бернарда Диче немцы отбросили партизан на север от Шавника. За свои успешные действия Диче и командир дивизии Флепс были награждены Рыцарскими крестами Железного креста, став первыми кавалерами этой награды из числа военнослужащих 7-й горнопехотной дивизии СС. В последующие дни центр сражения сместился к западу: из кольца окружения вырвалась 1-я Пролетарская дивизия югославских партизан. Вскоре три батальона 1-й Далматинской и один батальон 5-й Черногорской бригад у Тьентиште нанесли неожиданный удар по позициям 7-й горнопехотной дивизии СС. Эсэсовцы отбили свои позиции, уничтожив большую часть партизанских войск. Дивизия «Принц Евгений» в общей сложности потеряла убитыми 613 человек за время операции, которая в итоге закончилась неудачей для вермахта.
После окончания операции дивизия «Принц Евгений» была направлена в Боснию, где разместилась на территории от Тузлы до реки Босны. Несколько позднее дивизия вновь вернулась в район Мостара. В июне 1943 года её командиром был назначен бригадефюрер СС и генерал-майор войск СС Карл фон Оберкамп. В августе того же года дивизия вошла в состав 15-го горного корпуса. После капитуляции Италии в сентябре 1943 года дивизия «Принц Евгений» участвовала в разоружении итальянских дивизий. Так, были разоружены дивизия «Марче» в Дубровнике и дивизия «Мессина» в долине Неретвы. 26 сентября части дивизии СС после 14-дневных масштабных боёв c 9-й Далматинской дивизией НОАЮ и перешедшими на сторону партизан подразделениями итальянской дивизии «Бергамо» овладели городом Сплит.
В октябре того же года в рамках операции «Ландштурм» дивизия наступала в направлении Омиш — Плоче — Биоково. 22 октября за дивизией было закреплено наименование 7-я добровольческая горнопехотная дивизия СС «Принц Евгений». В ноябре дивизия вошла в состав 5-го горного корпуса СС, а в декабре участвовала в антипартизанских операциях Операция «Шаровая молния» и «Шнеештурм».

### 1944 год
В январе 1944 года дивизия «Принц Евгений» участвовала в очередной антипартизанской операции «Вальдрауш» и этим же месяцем рядом историков датируется расформирование танковой роты СС. С 25 мая 1944 года дивизия участвовала в операции «Ход конём» по ликвидации Иосипа Броза Тито. С мая по июль дивизия участвовала в операциях «Вольная охота», «Роза», «Фойервер» и «Драуфгенгер». С 12 по 30 августа 1944 года дивизия оказывала сопротивление наступавшим с территории Черногории войскам НОАЮ в ходе операции «Рюбецаль».
В сентябре 1944 года на территорию Югославии вступили войска Красной армии. 1-й Пролетарский и 12-й Воеводинский корпуса НОАЮ предприняли наступление в Западной Сербии с целью выхода в район южнее Белграда для соединения с частями Красной армии. 24 сентября Отто Кумм был вызван в Белград и получил там приказ командующего группой армий «F» Максимилиана фон Вейхса окружить и уничтожить наступающие югославские корпуса силами дивизии и подчинённых ей 1-го полка дивизии «Бранденбург», 92-го моторизованного полка и других немецких частей, действующих на данном направлении. 25 сентября дивизия «Принц Евгений» предприняла наступательные действия в районе Горни-Милановаца и Тополы, но уже на следующий день получила новый приказ: оставить 14-й горнопехотный полк в районе боевых действий, а с остальными частями перейти в район города Ниш для замены 1-й горнопехотной дивизии. 26 сентября усиленный 13-й горнопехотный полк занял Горни-Милановац, но югославские войска, предприняв контрудар, прорвались на север и северо-запад. 13-й полк оторвался от противника и 27 сентября прибыл в Крагуевац для дальнейшего следования к месту нового назначения
Перемещением дивизии в район Ниша немецкое командование преследовало цель сохранить контроль над Моравско-Нишской долиной и обеспечить здесь приём частей группы армий «Е», которые пробивались к Куманово на пути из Греции. Дивизии была поставлена задача как можно дольше удерживать этот важный узловой пункт на линии коммуникации, ведущей из Греции в Белград, и предотвратить прорыв югославских войск в долину Моравы и в Косово. К 6 октября дивизией «Принц Евгений» (без 14-го полка) и подчинёнными ей частями (всего 15 тысяч человек) была организована оборона на линии Ниш — Лесковац — Власотинце — Бела-Паланка — Сврлиг, основанная на сильных опорных пунктах, закрывающих направления, ведущие к Нишу. Сам город также был подготовлен к круговой обороне. С 8 по 14 октября дивизия «Принц Евгений» и вверенные ей части вели ожесточённые бои с вчетверо превосходящими их по численности войсками 13-го корпуса НОАЮ и 2-й Болгарской армии. 14 октября основные части дивизии СС «Принц Евгений» были разбиты ударами советской авиации, силами 47-й и 24-й дивизий НОАЮ и отдельной болгарской танковой бригады. Часть личного состава дивизии СС погибла, была ранена или взята в плен, а остатки во главе с Отто Куммом прорвались к Прокупле. Из-под Ниша дивизия с большими потерями вышла к 22 октября в район Кралево, где была задействована в обороне Кралевского плацдарма, обеспечивающего переброску в Восточную Боснию войск группы армий «E», отступающих из южных районов Югославии. В этот период численность личного состава дивизии составляла свыше 6000 человек. В октябрьских боях дивизия потеряла 1421 солдата убитыми, 3679 — ранеными. 2610 человек значились пропавшими без вести. К 1 декабря командованию дивизии «Принц Евгений» была подчинена полковая боевая группа «Скандербег», сформированная из остатков 21-й албанской дивизии СС.

### 1945 год
В январе 1945 года 7-я дивизия СС вела бои против югославских войск на линии Оток — Вуковар. В феврале соединение участвовало в операции «Вервольф» с целью ликвидации Вировитицкого плацдарма. После её окончания дивизия продолжала до 25 февраля боевые действия против частей 6-го Славонского и 10-го Загребского корпусов в рамках операции «Папук». В то же время в первой половине февраля в районе Сараево сложилась угроза левому флангу группы армий «Е». Для предотвращения возможного прорыва войск НОАЮ из долины Неретвы к Сараево и в долину Босны 7-ю дивизию СС перебросили в конце февраля из Славонии в Северную Боснию для усиления 21-го горного корпуса. Здесь дивизия вела ожесточённые бои, отражая наступление югославских войск в ходе Сараевской операции. 18 апреля в составе арьергарда 21-го корпуса дивизия переправилась через реку Саву у Славонски-Брода и заняла позиции у Кутины на новой линии обороны река Драва — Било-Гора — река Илова — Новска — река Сава. 27 апреля части 1-й Югославской армии прорвались на правый берег реки Иловы и создали угрозу путям отхода 21-го горного корпуса к Загребу. 28 апреля дивизия «Принц Евгений» контрударом в районе Дарувара сломила фронт югославской 42-й дивизии, нанесла ощутимые потери её 7-й и 17-й бригадам, заняла населённые пункты Антуновац, Уляник и Благородовац и к полудню вышла в район Крештеловаца, создав угрозу тылам 48-й, 6-й и 5-й дивизий. Это вынудило командование 1-й Югославской армии отвести войска на левый берег Иловы. Контрудар дивизии «Принц Евгений» задержал до 30 апреля продвижение югославских войск и содействовал организованному отходу 21-го корпуса с реки Илова к Загребу. Вместе с тем к 10 мая Югославская армия (ЮА) отрезала частям 21-го корпуса пути отхода в Австрию. В этот же день 3-я, 4-я и 10-я дивизии ЮА перешли Саву между населёнными пунктами Брежице и Зидани-Мост и приступили к разоружению дивизии «Принц Евгений», которое завершилось 11 мая. По данным Фонда культуры дунайских швабов, 22 мая 1945 года около 2 тысяч пленённых военнослужащих 7-й горнопехотной дивизии СС были расстреляны в Брежице как пособники гитлеровских оккупантов.

## Проблемы подготовки, вооружения и обеспечения, дисциплины и дезертирства
На вооружении 7-й горнопехотной дивизии СС состояло немецкое оружие, не распространённое широко в вермахте или войсках СС, а также многочисленные образцы трофейного вооружения. В частности, 9 тысяч винтовок для вооружения дивизии были заимствованы у немецкой службы почтовой охраны, подконтрольной СС; из стрелкового оружия были также многочисленные чехословацкие пулемёты таких типов, как ZB-53. Значительную часть артиллерийских орудий составляли образцы из Бельгии (противотанковые орудия), Франции (гаубицы), Югославии (полевая артиллерия) и Италии (миномёты), однако дивизия была оснащена и немецкими горными орудиями типов 10,5 cm Gebirgshaubitze 40 и 7,5 cm Gebirgsgeschütz 36.
На вооружении танковой роты были преимущественно французские танки типов Renault FT17, Hotchkiss H35, Somua S35 и Char B1, поскольку при формировании дивизии СС ей было отказано в оснащении немецкими танками. Помимо этого, в парке бронетехники были австрийские бронеавтомобили типа Steyr ADGZ, итальянские бронетранспортёры TL37 и один трофейный советский бронеавтомобиль БА-20 в составе взвода пропаганды (подбит из засады 15 марта 1943 года). Однако 5 ноября 1942 года был отдан приказ о выводе французской бронетехники из фронтовых частей: по свидетельствам военнослужащих, внутри французских танков было слишком шумно. Вследствие этого французские танки использовались в дальнейшем только для охранной службы на оккупированных территориях в составе отдельных подразделений. После капитуляции Италии в сентябре 1943 года на вооружении дивизии появились итальянские танкетки L3/35.

## Военные преступления
Дивизия получила печальную известность в связи с исключительной жестокостью, проявленной к гражданскому населению. О том, какая участь ждала гражданских лиц, столкнувшихся с дивизией СС «Принц Евгений», сообщал доктор Душан Неделькович в отчёте югославской Государственной комиссии по расследованию военных преступлений:

На что бы они ни натыкались — они всё сжигали, всех убивали и грабили. Офицеры и солдаты дивизии СС «Принц Евгений» совершили преступления исключительной жестокости. Жертв убивали, закалывали, пытали или же сжигали живьём в горящих домах. Если жертва попадалась не в собственном доме, а на дороге или в поле вдали от дома, то её убивали и сжигали там же. Убивали даже матерей с детьми, беременных женщин и стариков. Иными словами, убивали любое гражданское лицо, которое попадалось этим воякам на глаза. Часто бывало, что целые семьи, которые не предвидели такого обращения или не имели времени бежать, оставались в своих домах, и их уничтожали. Целые семьи сжигались прямо в домах. Следствию известны случаи 121 человека, в основном женщин, а также 30 человек в возрасте 60—92 лет и 29 детей в возрасте от 6 месяцев до 14 лет, которых убили жестокими методами, описанными выше…

Установлены следующие военные преступления, совершённые военнослужащими 7-й горнопехотной дивизии СС «Принц Евгений»:
- 11 октября 1942 года 7-я дивизия СС вместе с солдатами 9-й болгарской пехотной дивизии окружила сербскую деревню Крива-Река с восточного склона Копаоника (ныне сербская община Брус), а с 12 по 13 октября уничтожила почти всё гражданское население деревень Крива-Река, Мачковац, Бачевци и Мрамор. От рук эсэсовцев погибли около 320 жителей Крива-Реки — мужчин, женщин и детей — и несколько десятков жителей Мачковаца, Бачевцев и Мрамора. По данным югославской Государственной комиссии по расследованию военных преступлений, из 320 убитых в Крива-Реке 15 были детьми младше 5 лет; 45 жителей Крива-Реки были заперты в церкви, которую потом заминировали немцы. Выжившие в резне говорили, что многих жителей эсэсовцы сжигали заживо в собственных домах, а трупы некоторых людей вывезли в лес[73][42]. Приказ об уничтожении Крива-Реки отдал гауптштурмфюрер СС Рихард Казерер, командир 1-го батальона 2-го полка 7-й горнопехотной дивизии СС[74].
- В январе — феврале 1943 года, согласно оценкам Института истории Карловаца, солдатами дивизии во время операции «Вайсс I» были убиты 276 мирных жителей окрестностей Карловаца[75][76][77]. Жертвами террора стали также жители деревень в Западной Боснии и на Кордуне — с 20 января были уничтожены вместе с жителями сёла Понорац[сербохорв.], Войнич[сербохорв.], Велики-Козинац[сербохорв.], Доньи-Скрад[сербохорв.], Крняк, Велика-Црквина[серб.], Горни-Скрад[серб.], Крнячки-Грабовац[серб.], Бреборница[серб.], Будачка-Риека[серб.], Велюн[серб.], Чатрня[серб.], Крстиня[серб.], Михольско[серб.], Лисине[серб.], Клокоч[серб.], Доня-Брушоваца[серб.], Слуньски-Моравци[серб.], Велюнска-Глина[серб.], Загорье[серб.], Бандино-Село[серб.], Црни-Врел[серб.], Косерско-Село[серб.], Машвина[серб.], Липовац[серб.], Оштарски-Станови[серб.] и многие другие. Подавляющее большинство убитых были сербами по национальности, хотя среди убитых были также и хорваты[78][79].
- В феврале того же года во время штурма немцами горы Грмеч и находящихся рядом высот Троврх, Тровара, Сувопольски и Яворняча из Подгрмечья бежали около 15 тысяч местных жителей (преимущественно женщины и дети). К 10 февраля около 13 тысяч гражданских лиц сумели выбраться в расположение 2-й и 5-й бригад 4-й Краинской партизанской дивизии. Около 2 тысяч гражданских погибли во время штурма (в том числе и от холода)[80]. В том же месяце недалеко от Ресановцев[сербохорв.] во время 2-го этапа операции «Вайс» дивизия совершила нападение на колонну беженцев, в результате были убиты сотни человек. Всего в ходе операции «Вайс» от рук эсэсовцев погибли 3370 человек, ещё 1722 человека были отправлены в концлагеря[81]. Одним из поводов для массовой расправы над гражданскими стал тот факт, что 9 февраля 1943 года в засаде на дороге Босански-Петровац — Ключ партизанами было убито 60 бойцов дивизии[82].
- В конце мая — начале июня 1943 года, когда шла операция «Шварц», дивизия отметилась очередной волной насилия против мирных жителей. Так, солдатами дивизии «Принц Евгений» были истреблены все жители деревень Дуб, Буковац[серб.], Мильковац[серб.], Дуба и Рудинци[серб.] в районе Пива[англ.] (Черногория): эсэсовцы не щадили ни детей, ни стариков, ни женщин. Общее число убитых составило около 400 человек[83].
- Уже после провала операции «Шварц», летом 1943 года, дивизия СС «Принц Евгений» сожгла ряд деревень Восточной Боснии. 28 июня на территории современной общины Невесине было сожжено село Дони-Дрежань[серб.] (36 человек погибло), 29 июня на территории той же общины — село Лескови-Дуб (208 человек погибло)[84]. 10 июля в деревне Кошутица[сербохорв.] были расстреляны 69 местных жителей (боснийцев) в знак мести за немецкого солдата, убитого днём ранее в стычке с партизанами; среди казнённых было 16 женщин и 37 детей (21 девочка и 16 мальчиков)[85][86]. 12 июля были уничтожены мусульманские деревни Ротимля[фр.] (погибло 66 человек, из них 25 — дети младше 15 лет)[87], Кошутица (погибло 68 человек, из которых 36 — дети младше 15 лет)[88] и Орашье (погибло 59 человек). Большая часть убитых мирных жителей была сожжена заживо, а не расстреляна[89]. 9 июля, ещё раньше, в заложники были взяты 17 жителей деревень Смртичи[серб.] и Новосеоци (община Соколац). Их загнали в один из домов сербской деревни Балтичи[серб.], а утром следующего дня расстреляли[90].
- Осенью 1943 года в Далмации от рук солдат дивизии СС «Принц Евгений» погибло много гражданских лиц, так или иначе сопротивлявшихся эсэсовцам. Во время боёв за Сплит с 17 по 30 сентября 1943 года солдаты дивизии СС «Принц Евгений» казнили 230 человек — жителей Сплита и деревень Имотски и Синь[91], а после захвата Сплита казнили 48 итальянских офицеров, среди которых были три генерала — командир артиллерии 18-го корпуса Сальваторе Пеллигра[итал.], командир сапёров 18-го корпуса Раффаэле Поликарди и командир 17-й приморской бригады Альфонсо Чигала Фульгози[итал.][92]. 2 ноября недалеко от деревни Велика-Бара около Бачины[сербохорв.] были расстреляны 107 человек — 76 из деревни Бачина, 25 из Чулумы, 6 из Планы и по одному из Перачко-Блато[сербохорв.] и Барбиры. Среди жертв было 40 человек моложе 16 лет[93]. 5 ноября в Сине были взяты в заложники и расстреляны 25 человек в знак мести за потери дивизии СС в боях[94].
- На Нюрнбергском процессе над генералами юго-восточного фронта (Седьмом Нюрнбергском процессе) было установлено: 28 марта 1944 года в результате сожжения 22 деревень погибли 2014 человек. Часть погибших была убита бойцами дивизии СС «Принц Евгений»[95]. Также в промежуток времени с 26 по 30 марта 1944 года недалеко от Сплита солдаты 2-го батальона 14-го полка СС «Скандербег» сожгли ряд деревень между местечками Камешница[англ.] и Мосор, от рук эсэсовцев погибли 1525 человек. Приказ на ликвидацию дало командование 5-го корпуса СС[96]. Расследованием преступления занимался генерал НГХ Франьо Шимич, который сообщил Иоахиму фон Риббентропу о разрушении более чем 22 деревень и гибели более 1000 человек — преимущественно этнических хорватов. Значительная часть гражданских лиц была расстреляна в собственных домах, причём выстрелы в этих случаях осуществлялись снаружи дома, а именно через окна строений. Министр иностранных дел Хорватии направил в Берлин ноту протеста, но после этого был отстранён от должности[97].

Командир дивизии Артур Флепс, который был причастен ко многим военным преступлениям, был убит осенью 1944 года во время отступления немецких войск с Балкан. Два командира дивизии — Август Шмидтхубер и Карл фон Оберкамп — предстали перед югославским судом и были повешены в 1947 году, показания против них, как и против всей 7-й горнопехотной дивизии СС, дал командир 118-й егерской дивизии генерал Йозеф Кюблер. Ещё один командир дивизии, Отто Кумм, не предстал перед югославским судом, сбежав из лагеря Дахау для интернированных.

## Командиры дивизии
- Обергруппенфюрер СС и генерал-лейтенант войск СС Артур Флепс (30 января 1942 — 15 мая 1943)[5]
- Бригадефюрер СС и генерал-майор войск СС Карл фон Оберкамп (15 мая 1943 — 30 января 1944)[5]
- Бригадефюрер СС и генерал-майор войск СС Отто Кумм (30 января 1944 — 20 января 1945)[5]
- Бригадефюрер СС и генерал-майор войск СС Август Шмидтхубер (20 января 1945 — 8 мая 1945)[5]

## Численный и национальный состав
По состоянию на 20 февраля 1944 года дивизия насчитывала 22 659 человек, в том числе 18 985 рядовых, 1381 хиви, 1901 унтер-офицера и 392 офицеров. По национальному составу разделение было следующее:
- немцы Рейха — 8,5 %,
- фольксдойче — 91,5 %:
  - фольксдойче Баната и Сербии — 53,6 %,
  - фольксдойче Румынии — 21,3 %,
  - фольксдойче Хорватии — 11,24 %,
  - фольксдойче Словакии — 2,92 %,
  - фольксдойче Венгрии — 2,57 %,
  - фольксдойче других стран — 0,006 %.

## Военнослужащие, награждённые высшими наградами

### Рыцарский Крест Железного креста (6)
- Артур Флепс — 4 июля 1943 — обергруппенфюрер СС, командир дивизии СС[101][102].
- Бернард Диче — 17 июля 1943 — штурмбаннфюрер СС, командир 2-го батальона 14-го горнопехотного полка СС[103][104].
- Генрих Петерсен — 13 ноября 1943 — оберштурмбаннфюрер СС, командир 13-го горнопехотного полка СС[105][106].
- Эггерт Нойман — 3 ноября 1944 — штурмбаннфюрер СС, командир разведывательного батальона 7-й горнопехотной дивизии СС[107][108].
- Гарри Палетта — 26 ноября 1944 — оберштурмфюрер СС, командир 1007-го дивизиона штурмовых орудий противотанкового батальона 7-й горнопехотной дивизии СС (посмертно)[109][110][111].
- Франц Кромбхольц — 28 марта 1945 — гауптштурмфюрер СС, командир 3-го батальона 14-го горнопехотного полка СС[112][113].

### Рыцарский Крест Железного креста с Дубовыми листьями (1)
- Отто Кумм — 17 марта 1945 — бригадефюрер СС, командир дивизии СС (на момент награждения командовал 1-й дивизией СС «Лейбштандарт СС Адольф Гитлер»)[114][115].

### Комментарии
1. ↑  Только 14 октября в боях на левом берегу Южной Моравы немецкая сторона потеряла 2036 человек убитыми, 1238 ранеными. Ещё около 700 человек попали в плен. Трофеи югославов составили 17 танков, 7 САУ, всё тяжёлое вооружение 37-го зенитного полка, около 800 грузовиков и много другого оружия и военного снаряжения[57].

### На русском языке
- Дробязко С. И., Романько О. В., Семенов К. К. Иностранные формирования Третьего рейха. — М.: Астрель, 2011. — 830 с. — ISBN 978-985-16-9748-5.
- Коллектив авторов. История танковой роты 7-й горной дивизии СС «Принц Евгений». Французские танки на Балканах // Арсенал-Коллекция. — 2013. — № 02 (08).
- Мощанский Илья. Наша Прибалтика. Освобождение прибалтийских республик СССР. — Вече, 2010. — 400 с. — ISBN 978-5-9533-5062-4.
- Пономаренко, Р.; 3алесский, К.; Семенов, К. Войска СС без грифа секретности. — М.: Вече, 2010. — 288 с. — ISBN 978-5-9533-4534-7.
- Уильямсон Г[англ.]. СС — инструмент террора = The SS: Hitler's Instrument of Terror. — Смоленск: Русич, 1999. — ISBN 5-88590-961-X, 0-283-06280-0.
- Югославия в XX веке. Очерки политической истории / Никифоров, К.В. (отв. ред.). — Москва: Индрик, 2011. — 888 с. — ISBN 978-5-91674-121-6.

### На английском языке
- Cox J. The History of Serbia. — Westport, CT: Greenwood Publishing Group, 2002. — ISBN 0-313-31290-7.
- Fleming D. Weapons of the Waffen-SS. — St. Paul, MN: MBI Publishing Company[англ.], 2003. — ISBN 978-0-7603-1594-1.
- Lampe J[англ.]. Yugoslavia as History: Twice There Was a Country. — 2nd ed. — New York: Cambridge University Press, 2000.
- Lumans V. O. Himmler's Auxiliaries: The Volksdeutsche Mittelstelle and the German National Minorities of Europe, 1933—1945. — Chapel Hill, NC: University of North Carolina Press, 1993. — ISBN 978-0-8078-2066-7.
- Maier K. A[нем.], Rohde H., Stegemann B[англ.], Umbreit H. Germany and the Second World War (англ.). — Oxford; New York: Clarendon Press; Oxford University Press, 1990. — Vol. 2. — ISBN 0-19-820873-1.
- Melson, Charles D. German Counterinsurgency in the Balkans: The Prinz Eugen Division Example, 1942–1944 (англ.) // Journal of Slavic Military Studies. — 2007. — Vol. 20, no. 4. — P. 705—737. — ISSN 1351-8046. — doi:10.1080/13518040701703195.
- Merriam R. Waffen-SS. — Merriam Press, 1999. — (World War II Arsenal Series. Volume 7). — ISBN 1-57638-168-4.
- Pencz R. For the Homeland: The 31st Waffen-SS Volunteer Grenadier Division in World War II. — Stackpole Books[англ.], 2009. — ISBN 9781461751038.
- Tomasevich J. War and Revolution in Yugoslavia, 1941–1945: Occupation and Collaboration. — San Francisco: Stanford University Press, 2001. — ISBN 0-8047-3615-4.
- Trifković, Gaj. Sea of Blood. A Military History of the Partisan Movement in Yugoslavia 1941—45 (англ.). — Helion & Co Ltd, 2022. — P. 448. — ISBN 9781914059940.
- Wittmann A. M. Mutiny in the Balkans: Croat Volksdeutsche, the Waffen-SS and Motherhood // East European Quarterly XXXVI. — 2002. — № 3.
- Wolff S[англ.]. German Minorities in Europe: Ethnic Identity and Cultural Belonging. — New York: Berghahn, 2000. — ISBN 978-1-57181-504-0.

### На немецком языке
- Casagrande T[нем.]. Die Volksdeutsche SS-Division «Prinz Eugen». Die Banater Schwaben und die nationalsozialistischen Kriegsverbrechen. — Frankfurt: Campus-Verlag[нем.], 2003. — ISBN 3-593-37234-7.
- Fellgiebel W.-P. Die Träger des Ritterkreuzes des Eisernen Kreuzes 1939–1945 — Die Inhaber der höchsten Auszeichnung des Zweiten Weltkrieges aller Wehrmachtteile. — Friedberg: Podzun-Pallas, 2000. — ISBN 978-3-7909-0284-6.
- Hnilicka, Karl. Das Ende auf dem Balkan 1944/45. Die militärische Räumung Jugoslaviens durch die deutsche Wehrmacht. — Göttingen • Zürich • Frankfurt: Musterschmidt, 1970. — 404 с.
- Kumm O. Vorwärts, Prinz Eugen! Geschichte der 7. SS-Freiwilligen-Division «Prinz Eugen». — Coburg: Munin-Verlag[нем.], 1978.
- Romedio Graf von Thun-Hohenstein. Rösselsprung (нем.) // Österreichische Militärische Zeitschrift : журнал. — 2007. — Januar (Nr. 1). — S. 23—30.
- Schmid, Sanela. Deutsche und italienische Besatzung im Unabhängigen Staat Kroatien. 1941 bis 1943/45.. — De Gruyter Oldenbourg, 2020. — 437 с. — ISBN 978-3-11-062031-3.
- Schmider K. Auf Umwegen zum Vernichtungskrieg? Der Partisanenkrieg in Jugoslawien, 1941–1944 // Die Wehrmacht: Mythos und Realität. — München: Oldenbourg[нем.], 1999. — ISBN 3-486-56383-1.
- Schmider, Klaus. Partisanenkrieg in Jugoslawien 1941-1944. — Hamburg • Berlin • Bonn: Verlag E.S. Mittler & Sohn GmbH, 2002. — ISBN 3-8132-0794-3.
- Sundhaussen, Holm. Zweiter Weltkrieg und Besatzungsherrschaft in Südosteuropa // Handbuch zur Geschichte Südosteuropas / Band 3 : Staatlichkeit und Politik in Südosteuropa nach 1800 (нем.) / Konrad Clewing und Hannes Grandits. — Berlin/Boston: De Gruyter, 2024. — S. 541—593. — 1182 S. — ISBN 978-3-11-079993-4.
- Suppan, Arnold. Hitler – Beneš – Tito. Konflikt, Krieg und Völkermord in Ostmittel- und Südosteuropa. — Wien: Verlag der Österreichischen Akademie der Wissenschaften, 2014. — Т. 1/2. — ISBN 978-3-7001-7309-0.
- Scherzer V[нем.]. Die Ritterkreuzträger 1939–1945 Die Inhaber des Ritterkreuzes des Eisernen Kreuzes 1939 von Heer, Luftwaffe, Kriegsmarine, Waffen-SS, Volkssturm sowie mit Deutschland verbündeter Streitkräfte nach den Unterlagen des Bundesarchives. — Jena: Scherzers Miltaer-Verlag, 2007. — ISBN 978-3-938845-17-2.
- Schreiber G[нем.]. Die italienischen Militärinternierten im deutschen Machtbereich 1943-1945: Verachtet — verraten — vergessen. — Walter de Gruyter, 2009. — (Beiträge zur Militärgeschichte. Bd. 28). — ISBN 9783486595604.
- Seckendorf M., Keber G. u. a. Europa unterm Hakenkreuz. Band 6 // Bundesarchiv (Hrsg.): Die Okkupationspolitik des deutschen Faschismus in Jugoslawien, Griechenland, Albanien, Italien und Ungarn (1941–1945). — Berlin: Hüthig Verlagsgemeinschaft, 1992. — ISBN 3-8226-1892-6.
- Tessin G. Verbände und Truppen der deutschen Wehrmacht und Waffen-SS im Zweiten Weltkrieg 1939–1945. — 2. Auflage. — Bissendorf: Biblio-Verlag, 1974. — Т. Band 3: Die Landstreitkräfte 6–14. — ISBN 3-7648-0942-6.
- Zaugg, Franziska Anna. Eine erste südosteuropäische Waffen-SS-Division: Die Division „Prinz Eugen“ // Rekrutierungen für die Waffen-SS in Südosteuropa (нем.). — De Gruyter Oldenbourg, 2021. — S. 65—159. — 584 S. — ISBN 978-3-11-073542-0.

### На сербохорватском и сербском языке
- Blagojević O. Piva. — Beograd: Stručna knjiga, 1996.
- Божовић, Срђан. Дивизија «Принц Еуген» (серб.). — 3. — Панчево: Народни музеј, 2020. — 275 с. — ISBN 978-86-906039-3-0.
- Božović S. Divizija «Princ Eugen». — Pančevo: Narodni muzej Pančevo, 2011. — ISBN 978-86-906039-3-0.
- Brajović P. Hronologija Narodnooslobodilačkog rata 1941-1945. — Beograd: Vojnoizdavački zavod, 1964.
- Čekić S. Genocid nad Muslimanima u Drugom svjetskom ratu. — Sarajevo, 1996.
- Colić, Mladenko. Pregled operacija na jugoslovenskom ratištu: 1941—1945. — Beograd: Vojnoistorijski Institut, 1988. — 493 с.
- Dedijer V., Miletić A. Genocid nad Muslimanima, 1941–1945: zbornik dokumenata i svedočenja. — Sarajevo: Svjetlost, 1990. — ISBN 978-86-01-01829-7.
- Glišić V. Teror i zločini nacističke Nemačke u Srbiji 1941—1944. — Beograd, 1970.
- Хорват, Александар. Војводина и стварање Jугославије 1918. године // Дан вредан века — 1. децембар 1918.. — Београд : Muzej Jugoslavije, 2018. — С. 185—200.
- Karasijević D. Četvrta krajiška NOU divizija. — Beograd, 1986.
- Historijski Arhiv Karlovac. Žrtve fašističkog terora kotara Slunj i kotara Veljun // Kotar Slunj i kotar Veljun u NOR-u i socijalističkoj izgradnji. — Karlovac: Historijski Arhiv Karlovac, 1988. — Т. 2. — ISBN 978-86-80783-02-4.
- Žrtve fašističkog terora kotara Vojnić // Kotar Vojnić u NOR-u i socijalističkoj revoluciji. — Karlovac, 1989.
- Žrtve fašističkog terora s područja sadašnje općine Duga Resa 1941-1945 // Duga Resa: radovi iz dalje prošlosti, NOB-e i socijalističke izgradnje. — Karlovac, 1986.
- Kozlica I. Krvava Cetina. — Zagreb: Hrvatski centar za ratne žrtve, 2012. — ISBN 978-953-57409-0-2.
- Novović M., Petković S. Prva Dalmatinska proleterska brigada. — Beograd: Vojnoizdavački zavod, 1986.
- Popović J. Vješala za generale. — Zagreb: Stvarnost, 1986.
- Zatezalo D. Kotar Vojnić u narodnooslobodilačkom ratu i socijalističkoj revoluciji. — Karlovac: Historijski Arhiv Karlovac, 1989. — ISBN 978-86-80783-03-1.
- Zatezalo D. Duga Resa: radovi iz dalje prošlosti, NOB-e i socijalističke izgradnje. — Karlovac: Historijski Arhiv Karlovac, 1986. (OCLC 16565712)